# تشالا كوبات
تشاغلا كوبات (بالتركية: Çağla Kubat)‏ وهي عارضة أزياء وممثلة وراكبة رياح تُركية ولدت في يوم 16 نوفمبر 1979 في مدينة إزمير في تركيا وهي ضمن فريق فنربخشة لركوب زوارق الرياح وهي خريجة المدرسة الإيطالية العليا في إسطنبول وجامعة إسطنبول التقنية في الهندسة الميكانيكية وهي الفائزة بمسابقة ملكة جمال تركيا لسنة 2002 وقد مثلت تركيا في مسابقة ملكة جمال الكون في سنة 2002 وتتقن التكلم باللغات الإنغليزية والإيطالية.

## روابط خارجية
- تشالا كوبات على موقع IMDb (الإنجليزية)
- تشالا كوبات على موقع ألو سيني (الفرنسية)